# Monte Serra Rocca Chiarano
Il Monte Serra Rocca Chiarano (2.262 m s.l.m.) è la seconda cima più elevata dei Monti Marsicani (provincia dell'Aquila - la vetta si trova nel territorio comunale di Barrea), posta lungo la dorsale più orientale del sottogruppo montuoso, formando una lunga linea di cresta con il gruppo del Monte Genzana a nord-est e il gruppo del Monte Greco a sud-ovest a cui appartiene, dividendo la zona degli Altipiani maggiori d'Abruzzo a est da quella dell'alta valle del Tasso-Sagittario a ovest, ai margini orientali del Parco Nazionale d'Abruzzo, Lazio e Molise: sul lato est guarda verso il Monte Pratello e il monte Greco, mentre verso ovest guarda verso il Monte Godi e il gruppo del Monte Marsicano sovrastando l'area montana di Passo Godi con i suoi impianti di risalita.